# Alcalá (Colombia)
Alcalá è un comune della Colombia facente parte del dipartimento di Valle del Cauca.
L'abitato venne fondato da Sebastián de Marizancena nel 1791, mentre l'istituzione del comune è del 31 marzo 1919.